# Adlullia punctatofasciata
Adlullia punctatofasciata är en fjärilsart som beskrevs av Van Eecke 1928. Adlullia punctatofasciata ingår i släktet Adlullia och familjen tofsspinnare. Inga underarter finns listade i Catalogue of Life.